# Ляшенко Іван Михайлович
Іван Михайлович Ляшенко (нар. 1921 — пом. 9 лютого 1944) — радянський військовий, капітан, Герой Радянського Союзу (1943).

## Біографія

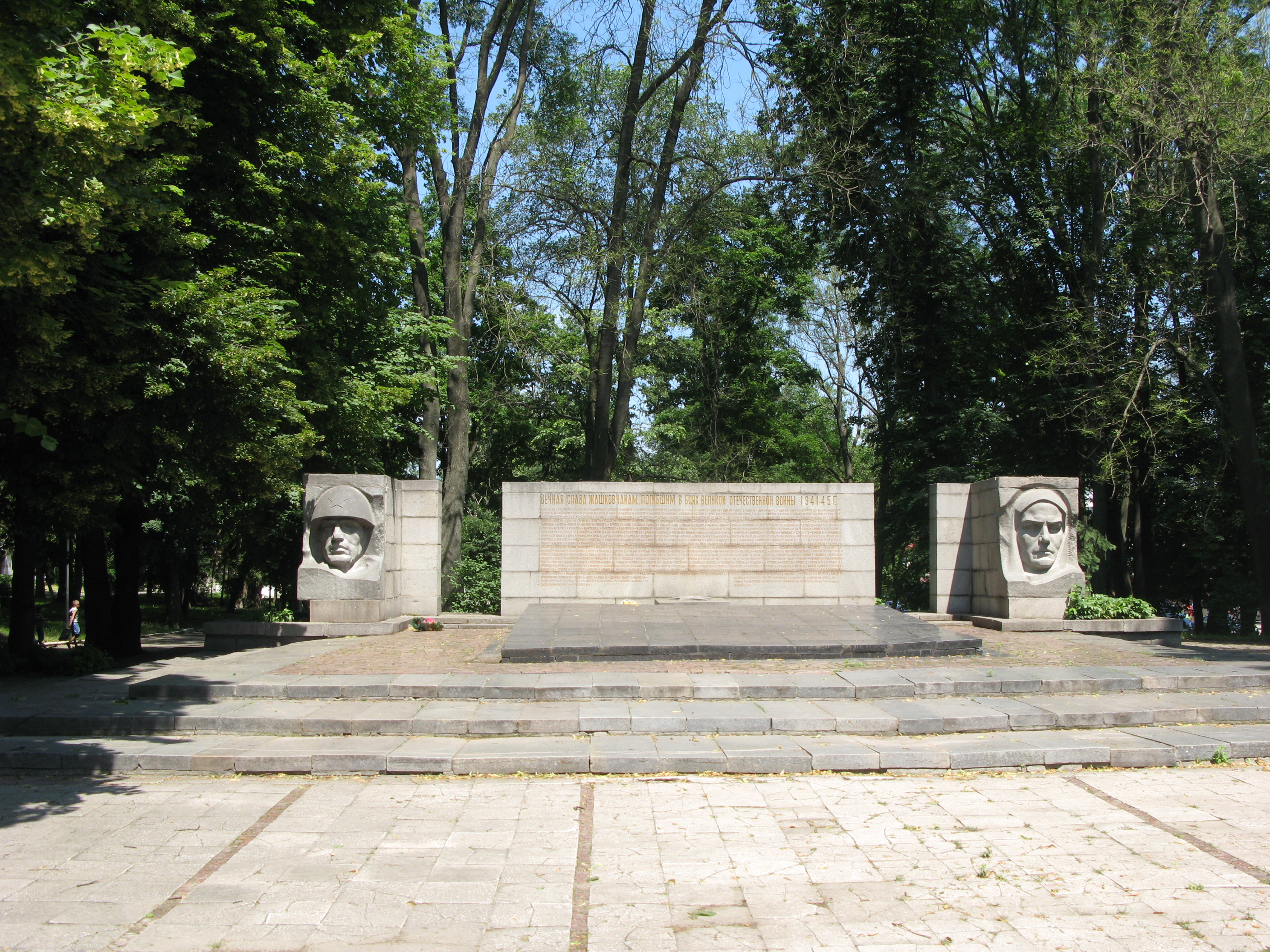
Меморіал Слави у Жашкові, де похований Ляшенко Іван Михайлович

Народився в 1921 році в місті Юзівка (нині — Донецьк), українець. Навчався в середній школі № 93 міста Донецька.
В Червоній Армії з 1939 року. В 1941 році закінчив артилерійське училище. Учасник Другої світової війни з червня 1941 року. Брав участь в боях на Курській дузі та в Битві за Дніпро.
В ході боїв за плацдарм на річці Десна 12 вересня 1943 року своїми діями сприяв втриманню рубежу. В боях за плацдарм не березі Дніпра керував вогнем батареї, чим було нанесено великі втрати ворогу в живій силі.
16 жовтня 1943 року за зразкове виконання завдань командування і проявлені при цьому мужність та героїзм, старшому лейтенанту Ляшенку Івану Михайловичу було присвоєне звання Герой Радянського Союзу.
Загинув в бою біля села Тинівка (Жашківський район) 9 лютого 1944 року.
Похований в братській могилі радянських воїнів (Меморіал Слави) в центрі міста Жашків, Черкаської області.

## Вшанування пам'яті
Ім'я Героя Радянського Союзу Ляшенка Івана Михайловича носить вулиця в Донецьку та загальноосвітня школа № 3 в місті Жашків.

## Нагороди
- Герой Радянського Союзу (16.10.1943);
- Орден Леніна (16.10.1943);
- Орден Олександра Невського (21.09.1943);
- Орден Червоної Зірки (14.02.1944);
- Орден Вітчизняної війни ІІ ступеня, посмертно (03.05.1944).